# Schmidt-Newton-Teleskop

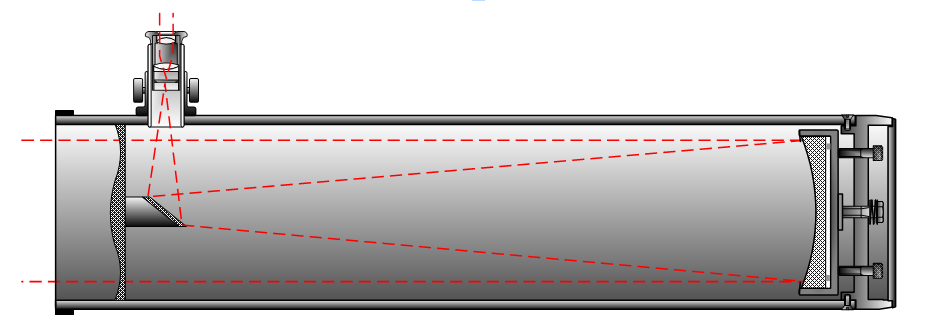
Strahlengang im Schmidt-Newton-Teleskop

Das Schmidt-Newton-Teleskop (abgekürzt SN-Teleskop) zählt zu den Spiegelteleskopen und ist eine Abwandlung des Newton-Teleskops. 

## Übersicht
Die Ausführung dieser Art von Teleskop geht auf das Schmidt-Teleskop des Optikers Bernhard Schmidt sowie auf den Naturforscher Isaac Newton zurück. Dabei wird aber durch einige Kompromisse, die aus praktischen Gründen eingegangen wurden, die Leistungsfähigkeit der Schmidt-Kamera nicht erreicht. Durch die Kombination aus Linsen und Spiegeln handelt es sich um ein katadioptrisches System.
Im Tubus des Schmidt-Newton-Teleskops wird das einfallende Licht von dem sphärischen Hauptspiegel gebündelt und trifft auf den planen 45°-Sekundärspiegel, der das Licht seitlich aus dem Tubus zum Okular lenkt. Der Fangspiegel ist in der Mitte einer dünnen asphärischen Glasscheibe (Schmidt-Platte) mittels einer Spiegelfassung als separates optisches Glied angebracht. Die  Korrektionsplatte behebt die sphärische Aberration des sphärischen Hauptspiegels vollständig. Im Vergleich wird beim klassischen Newton-Teleskop die sphärische Aberration beseitigt, indem der Hauptspiegel eine parabolische Form bekommt. Koma, Astigmatismus und Bildfeldwölbung sind weder beim Schmidt-Newton noch beim klassischen parabolischen Newton-Teleskop behoben.